# Goza
La gozå, també escrit goza, gozâ, gozåd o golza és una tarta belga de la província de Lieja així com de les Ardenes belgues.
Goza és un mot de la llengua valona l'origen de la qual no és ben conegut. Gosette, una altra pastis de la regió, pren el seu nom de gozå.
La gozå és una tarta de poma i panses de Corint. Aquestes fruites solen ser condimentades amb canyella. Aquesta tarta es cobreix amb una capa de pasta daurada amb ou batut.